# Пороватые
Пороватые  — русский дворянский род из рязанских бояр, претендовавший наряду со многими другими рязанскими родами на происхождение от татарского мурзы Солохмира. В «Бархатной книге» записано: Пороватые. Выехали из Большой орды. Роспись их в росписи Апраксиных под № 43.
В 1521 году отмечается Андрей Олтуфьев Пороватый, а в 1556 году Иван Андреевич Пороватый Чеботарёв Канчеев, от которого пошел род Чеботарёвых. При бегстве в 1521 году великого князя рязанского Ивана Ивановича в Литву, ему помогали бояре Сумбуловы, Глебовы, Кобяковы и братья Иван Дуван и Андрей Пороватый Алтуфьевы. Оба брата после розыскного дела вернулись в Рязань и дали начало роду Пороватых и Дувановых. В Литве с князем Иваном Ивановичем остались два брата Крюковых.